# 特拉武特·波提恩
特拉武特·波提恩（1991年4月27日—），泰國男子羽毛球運動員。

## 簡歷
2014年5月，特拉武特·波提恩出戰樂魚羽毛球國際系列賽，與瓦差拉·布拉那古埃合作贏得男子雙打比賽冠軍。

## 主要比賽成績
只列出曾進入準決賽的國際賽事成績：
| 年份   | 賽事                   | 公開賽級別 | 項目     | 拍檔              | 成績   |
| ------ | ---------------------- | ---------- | -------- | ----------------- | ------ |
| 2014年 | 樂魚羽毛球國際系列賽   | 國際系列賽 | 男子雙打 | 瓦差拉·布拉那古埃 | 冠軍   |
| 2014年 | 樂魚羽毛球國際系列賽   | 國際系列賽 | 混合雙打 | 基拉素·奥斯特梅耶 | 準決賽 |
| 2014年 | 斯里蘭卡羽毛球國際賽   | 國際挑戰賽 | 男子雙打 | 瓦差拉·布拉那古埃 | 準決賽 |
| 2015年 | 越南羽毛球國際挑戰賽   | 國際挑戰賽 | 男子雙打 | 尼迪蓬·潘普佩克   | 準決賽 |
| 2016年 | 樂魚羽毛球國際挑戰賽   | 國際挑戰賽 | 男子雙打 | 南塔卡恩·耶特派颂 | 準決賽 |
| 2016年 | 世界大學生羽毛球錦標賽 | 其他       | 男子雙打 | 南塔卡恩·耶特派颂 | 季軍   |
| 2016年 | 印尼羽毛球國際挑戰賽   | 國際挑戰賽 | 男子雙打 | 南塔卡恩·耶特派颂 | 準決賽 |
| 2017年 | 中國羽毛球國際挑戰賽   | 國際挑戰賽 | 男子雙打 | 南塔卡恩·耶特派颂 | 亞軍   |
| 2017年 | 越南羽毛球國際挑戰賽   | 國際挑戰賽 | 男子雙打 | 南塔卡恩·耶特派颂 | 亞軍   |
| 2017年 | 蘇迪曼盃               | 其他       | 混合團體 | －                | 季軍   |
| 2017年 | 東南亞運動會羽毛球比賽 | 其他       | 男子團體 | －                | 銅牌   |

| 2007-2017年 | 首要超級賽 | 超級賽 | 黃金大獎賽 | 大獎賽 | 國際挑戰賽 | 國際系列賽 | 未來系列賽 | 其他 |

| 2018-2026年 | 總決賽 | 超級1000賽 | 超級750賽 | 超級500賽 | 超級300賽 | 超級100賽 | 國際挑戰賽 | 國際系列賽 | 未來系列賽 | 其他 |